# Eduard Friedrich von Conradi
Eduard Friedrich von Conradi (ur. 1 listopada 1713 w Gdańsku, zm. 4 kwietnia 1799, tamże) – burmistrz i burgrabia królewski w Gdańsku.

## Życiorys
Był synem majora Gottfrieda Conradiego, oficera w garnizonie gdańskim, i Korduli Kostancji z. d. Hein. Uczęszczał do Gdańskiego Gimnazjum Akademickiego, potem odbył dłuższą podróż po Europie, w trakcie której uzyskał gruntowne wykształcenie. W 1741 poślubił Annę Elżbietę, córkę burmistrza Johanna Carla Schwarzwalda i jedyną dziedziczkę rodowej fortuny. Uzyskał w ten sposób znaczne dobra ziemskie pod Gdańskiem. Po śmierci Anny (1786) poślubił w 1790 Renatę Wilhelminę Gralath, córkę burmistrza Daniela Gralatha. Z pierwszej żony miał syna Karla Friedricha (1742-1798).
W 1748 został ławnikiem, 1755 rajcą, 1760 sędzią. Od 1761 przez 32 lata był stale jednym z burmistrzów, w latach 1758, 1763, 1764, 1767, 1774 i 1777 piastował ponadto urząd burgrabiego. 1764-68 reprezentował Gdańsk na sejmikach Prus Królewskich oraz na koronacji Stanisława Augusta w Warszawie 25 listopada 1764. Jako przewodniczący (1775-1793) Kolegium Szkolnego (Collegium Scholarchale), zarządzającego szkołami w Gdańsku, wprowadzał reformy w duchu oświeceniowym, eliminując nauczanie w języku łacińskim i wprowadzając na to miejsce język niemiecki. 
Po zajęciu Gdańska przez Prusy w 1793 odmówił wejścia w skład nowo utworzonego Tymczasowego Magistratu. Mimo to, 30 maja 1798 otrzymał od wizytującego Gdańsk Fryderyka Wilhelma III tytuł hrabiowski.
Po śmierci został pochowany w kościele Mariackim w Gdańsku.
Jest patronem tramwaju Pesa Swing 120NaG SWING Gdańskich Autobusów i Tramwajów o numerze bocznym 1023.